# Gerundeter geschlossener Hinterzungenvokal
Lautliche und orthographische Realisierung des gerundeten geschlossenen Hinterzungenvokals in verschiedenen Sprachen:
- Deutsch [⁠u⁠]: u
  - Beispiele: gut [guːt]
- Französisch [⁠u⁠]: ou, sofern kein weiterer Vokal folgt.
  - Beispiele: goût [gu], ouvrir [uvʀiʀ]